# 坚固狸藻
坚固狸藻（学名：Utricularia firmula）為狸藻屬一年生小型食虫植物。其种加词“firmula”来源于拉丁文“firmus”，意为“强壮的，坚固的”。坚固狸藻分布于非洲热带及南部，存在于安哥拉、喀麦隆、科特迪瓦、莫桑比克、加纳、几内亚、几内亚比绍、肯尼亚、利比里亚、马达加斯加、马拉维、马里、刚果民主共和国、尼日利亚、塞内加尔、塞拉利昂、南非、苏丹、坦桑尼亚、冈比亚、多哥、乌干达、赞比亚和津巴布韦。坚固狸藻陸生于潮濕砂质或泥炭质的草原中，或生长于潮湿长满苔藓的延伸上。海拔分布范围为0至2100米。其花期至雨季结束。1865年，弗雷德里希·威尔维茨最先描述了坚固狸藻。1865年，丹尼尔·奥利弗对其进行了正式的描述。